# Bucy-le-Roi
 Bucy-le-Roi  es una población y comuna francesa, situada en la región de Centro, departamento de Loiret, en el distrito de Orleans y cantón de Artenay.

## Demografía
| 165 | 137 | 136 | 127 | 156 | 177 |
| Para los censos de 1962 a 1999 la población legal corresponde a la población sin duplicidades (Fuente: INSEE [Consultar]) |     |     |     |     |     |